# Lorenz Hochwart
Lorenz Hochwart (auch Hochwarth oder Hohewart; * um 1493 in Tirschenreuth; † 20. Februar 1570 in Regensburg) war ein deutscher römisch-katholischer Geistlicher, Theologe, Historiker und Jurist.

## Leben
Hochwart war ein Sohn bürgerlicher Eltern. Er studierte sieben Jahre an der Universität Leipzig und erwarb dort 1522 oder 1523 einen Magistergrad in den Freien Künsten. Ebenfalls dort schloss er Freundschaft mit dem Philosophen Johann Horak. Anschließend wurde er Lehrer an der Domschule Freising. 1526 und 1527 war er in Ingolstadt tätig. Dort hielt er unter anderem theologische und juristische Vorlesungen an der Universität. Noch 1527 wechselte er als Pfarrer in seine Heimatstadt, in der er für etwa fünf Jahre verblieb.
Hochwart wurde 1532 von Kardinal Campeggi zum Magister der Theologie ernannt und außerdem erhielt er eine Stelle als Domprediger am Eichstätter Dom, 1534 am Regensburger Dom. Ebenfalls 1534 wurde er an der Universität Ingolstadt zum Doktor der Rechte promoviert. 1536 erfolgte in Regensburg die Ernennung zum Domherr, 1549 bekam er diese Stellung zusätzlich in Passau und wurde Passauer Domprediger. 1551 und 1552 wurde er vom Regensburger Fürstbischof Georg von Pappenheim zum Konzil von Trient entsandt.
Hochwart hinterließ einige historische Arbeiten.

## Werke (Auswahl)
- Historia Turcarum ad octingentos annos repetita, Regensburg, um 1532.
- Epistulae. Capitulatio, Regensburg, um 1550.
- Catalogus episcoporum Ratisponensium, Regensburg, bis 1569.